# Districte de South Garo Hills
El districte de South Garo Hills és una divisió administrativa de Meghalaya amb capital a Baghmara.
Fou creat el 18 de juny de 1992 per segregació del districte de West Garo Hills. La superfície és de 1887 km² i la població de 100.980 habitants (2001). L'única ciutat és la capital Baghmara. Administrativament està formar únicament per 4 blocks de desenvolupament, una ciutat i 681 pobles. Els blocks són:
- Ronggara
- Chokpot
- Baghmara
- Gasuapara

Llocs importants del districte són:
- Balpakram National Park, a 45 km de Baghmara. de 220 km² 
  - Boldak Matchu Karam amb l'arbre misteriós Boldak que té una inexplicable depressió a l'entorn del seu tronc.
  - Chidimak, estany d'aigua negra, on l'aigua clara també es torna negra
  - Matchru, un lloc reduït amb miles de dibuixos d'animals (se suposa que fou un mercat d'animals)
  - Areng Patal, gran roca amb un furat que se suposa té propietats magnetiques i atreu qualsevol animal cap al forat excepte a l'home; els animals atrets no en poden sortir i moren.
  - Goncho Dare, penyasegats del canó, seu mítica dels gonchos o esperits demoniacs
  - Dikkini Ring, una gran roca plana en forma de bot.
  - Rongsaljong Agal, gran cisterna de roca de 37 x 28 metres on l'aigua resta semnpre clara i transparent i al mateix nivell tot l'any
  - Rongsobok Rongkol, cova amb pedres amb borma de rams de platans
  - Cova de Siju, la tercera més gran del subcontinent indi, a la vora del riu Simsang al costat del llogaret de Siju, coneguda localment com a Dobakkol o Cova dels Ratpenats. És una cova laberíntica mai explorada totalment, fosca i amb un riu a l'interior amb vida aquatica. El sostre està cobert de ratpenats, i abundes les estalactites i les estalagmitesve. Al costat hi ha un santuari d'ocells (Siju Bird Sanctuary)